# Nguyễn Văn Thành (nhà Nguyễn)

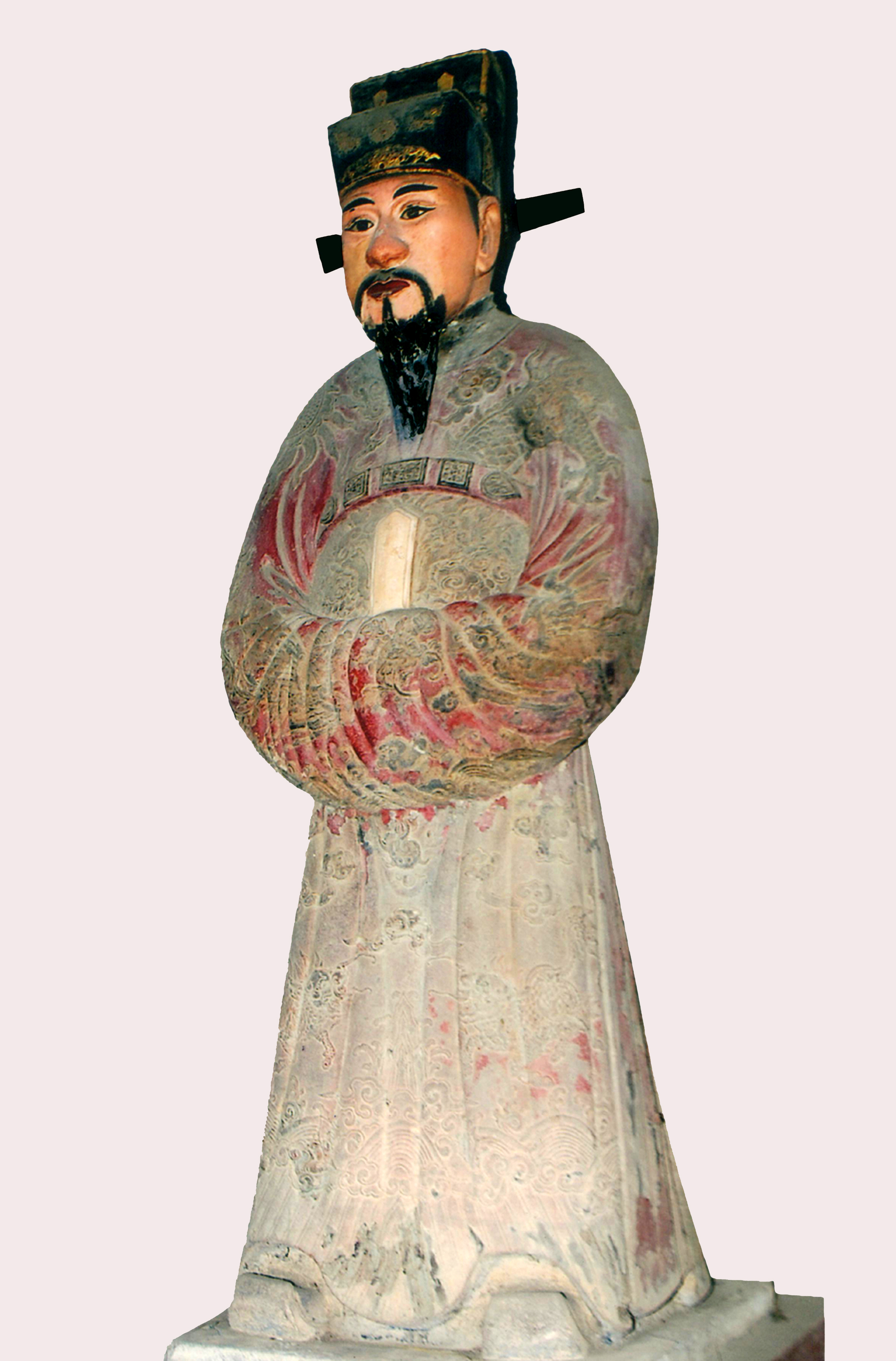
Tượng Chưởng Trung Quân Nguyễn Văn Thành được tôn trí thờ sau 1868 tại một ngôi miếu cận Đại Nội Huế

Nguyễn Văn Thành (chữ Hán: 阮文誠; 1758–1817) thiếu thời đã theo cha chinh chiến, về sau là võ tướng, văn thần thời Nguyễn. Với những chiến công, những lời tấu chiến lược, ông đã góp công lớn khi đưa Nguyễn Phúc Ánh lên ngôi và trở thành vị vua đầu tiên của nhà Nguyễn – vua Gia Long.

## Cuộc đời và sự nghiệp

### Thân thế
Nguyễn Văn Thành sinh ngày 13 tháng 11 âm lịch năm Mậu Dần (1758). Tiên tổ người xứ Thuận Hóa, phủ Triệu Phong, huyện Quảng Điền, tổng Phú Ốc, xã Bác Vọng. Tằng tổ là Nguyễn Văn Toán dời vào Gia Định. Tổ là Nguyễn Văn Tính lại dời đến ở Bình Hòa. Cha là Nguyễn Văn Hiền lại dời vào Gia Định.
Sử sách ghi: "Nguyễn Văn Thành trạng mạo đẹp đẽ, tính trầm nghị, thích đọc sách, tài võ nghệ".

### Võ nghiệp
Năm Quý Tị 1773, ông cùng cha ra tận đất Phú Yên ngày nay để theo Định Vương Nguyễn Phúc Thuần, chống Tây Sơn.
Năm Ất Mùi 1775, tháng 7 âm lịch, Phú Yên bị đánh úp, cai đội Nguyễn Văn Hiền tử trận.
Năm Mậu Tuất 1778, ông theo Nguyễn Văn Hoàng đóng đồn ở Phan Rí. Khi Nguyễn Văn Hoàng mất, Nguyễn Ánh cho triệu ông về.
Năm Bính Ngọ 1786, ông cùng Lê Văn Quân giúp quân Xiêm đánh tan quân Miến Điện ở Sài Nặc (trên đất Xiêm, trong chiến tranh Xiêm Miến lần 7), vua Xiêm thán phục trở về đem vàng, lụa đến tạ, lại ngỏ ý một lần nữa giúp quân cho Nguyễn Ánh thu phục Gia Định. Nguyễn Ánh triệu chư tướng hội bàn, ông tâu rằng: "Vua Thiếu Khang chỉ một lữ còn dựng được cơ đồ nhà Hạ. Ta nuôi sức mạnh mà thừa chỗ sơ hở thì việc có thể làm được, lính Xiêm tàn ngược, không nên nhờ họ giúp, nếu nhờ binh lực họ mà thành công lại có sự lo sau, không bằng cứ yên tĩnh để chờ cơ hội là hơn". Vua cho là phải, nên việc ấy không nhắc đến nữa.
Năm Đinh Mùi 1787, vào mùa thu, Đại Nam Liệt Truyện ghi: "...trận đánh ở Mỹ Tho, quân ta thất lợi. Hoặc có người bảo Thành về ẩn quê nhà, để đợi thời cơ. Thành nói rằng: 'Nghĩa cả vua tôi sống chết vẫn theo đi, sự thành bại nhờ trời, ta đoán trước sao được, và nhân bị quở mà đi, nhân thua mà trốn là phản phúc, tiền nhân ta không làm thế.'".
Năm 1788: Lấy Cai đội Nguyễn Văn Thành làm Khâm sai tổng nhung cai cơ hiệu úy tiền chi dinh Trung quân. Thành, người xã Bác Vọng, huyện Triệu Phong, là người trì trọng nhiều mưu lược, khi nhỏ thường theo cha là Cai đội Nguyễn Văn Hiền đi đánh giặc, năm ất mùi, Hiền chết trận. Duệ Tông vời Thành trao cho chức Cai đội. Từ khi Sài Gòn thất thủ, Thành lẩn ở trong dân gian. Mùa thu năm Giáp thìn xa giá vua từ Xiêm về, lại theo đi đánh dẹp, đến đây mới trao cho chức ấy.
Năm 1790, quân Nguyễn tiến đánh Bình Thuận, Nguyễn Văn Thành phản đối không được, lại phải làm trung gian hòa giải giữa Lê Văn Quân và Võ Tánh. Thành sau lại cãi lệnh Quân không chịu đánh Diên Khánh. Khi Quân bị thua, chỉ mình Thành quay lại cứu, còn Võ Tánh vẫn về theo lệnh trước.
Năm 1795, Các quan văn võ là Nguyễn Văn Trương, Nguyễn Văn Thành, Lê Văn Duyệt, Nguyễn Văn Khiêm, Nguyễn Thái Nguyên, Trần Phước Tri, Lê Quang Định và bọn cai cơ, cai đội, tri bạ, tham luận thấy việc quân rỗi rãi, thường cùng nhau chơi cờ bạc [đổ bác 賭博], chọi gà [đấu kê 鬬鷄], chọi cá [đấu ngư 鬬魚], được thua kể có trăm nghìn. Vua nghe biết, xuống chỉ quở trách. Bọn Văn Trương sợ hãi xin chịu tội. Vua đặc biệt rộng tha mà răn bảo thôi. Năm 1797: Vua từng nói về việc quân với Duyệt. Duyệt nhân nói Nguyễn Văn Thành là người mưu mà ít dũng, Tống Viết Phước dũng mà ít mưu, duy có Tôn Thất Hội thì trí dũng kiêm toàn, thực là tướng giỏi. Vua cho là phải.
Tháng 11 (âm lịch) năm 1800, Tiết chế Nguyễn Văn Thành cùng Lê Văn Duyệt đi giải vây thành Quy Nhơn. Hai ông hợp quân đánh thắng một trận lớn, nhưng sau đó nảy sinh hiềm khích. Cũng sách trên chép: ...Thành hay uống rượu, lúc gần ra trận, cầm hồ rót rượu, rót cho Duyệt một chén và nói rằng: "Uống rượu để thêm sức mạnh". Ông Duyệt nói: "Ai tánh hay sợ mới uống rượu để cho thêm sức mạnh, còn như tôi thời trước mắt không coi (đó là) trận dữ, cần chi phải uống rượu". Thành có ý thẹn, từ đó giận Duyệt.
Năm Tân Dậu 1801, ông lãnh ấn Khâm Sai Chưởng Tiền Quân, Bình Tây Đại tướng Quân, Điều bát chư đạo bộ binh, tước Quận Công.
Ông là người "biết chữ, hiểu nghĩa sách, biết đại thể, ở trong chư tướng, vua rất trọng Thành, không cứ việc lớn việc nhỏ đều hỏi để quyết đoán. Mỗi khi ông đến chầu vua cho ngồi thong dong hỏi han, ông cũng đem hết sức hiểu biết tiềm tàng, tình hình ngoài biên, sự đau khổ của dân, kế hoạch nhà nước, mưu kế việc binh, biết điều gì là nói hết, cũng nhiều bổ ích".
Vua Gia Long từng triệu Nguyễn Đức Xuyên đến hành tại. Dụ rằng: “Nguyễn Văn Thành mưu việc cẩn thận kín đáo, có thể đương được một mặt. Nhưng hay kiêu ngạo, phần nhiều làm mất lòng tỳ tướng, nên lưu khanh ở đây để uốn nắn chỗ sai mà giúp việc nước”.
Về tài cầm binh, Nguyễn Văn Thành là vị tướng "phân tích kỹ lưỡng, đâu là điểm mạnh, đâu là thế yếu, rồi mới quyết đoán, lúc tiến, khi lui nhằm giảm thiểu hao tổn tướng sĩ".
Trong một truyền dụ của triều đình còn ghi: "quân ta giao tranh, đánh ba trận thắng ba trận, ta lấy được tuy chưa bắt được hết nhưng cũng là toàn thắng. Đó thực là do đại tướng giỏi cầm quân và các quân vui theo mệnh lệnh."
Năm Quý Dậu 1813, sau khi xác định được rõ vị trí chiến lược quan trọng của Đà Nẵng từ trước nên triều đình nhà Nguyễn đã cho đo đạc cửa biển của địa danh này, kết hợp với việc vẽ bản đồ và bố trí thủy quân. ông được vua cử đi lập pháo đài Điện Hải và đài An Hải nằm hai bên tả hữu sông Hàn, ở miền giáp giới với biển, để kiểm soát thuyền bè ra vào và trấn giữ Đà Nẵng.
Về sau, triều đình cho rằng các pháo đài này có thành trì, trấn giữ hùng mạnh ở bờ biển khác hẳn những pháo đài khác nên đặc cách cho gọi là thành.

## Tổng trấn Bắc thành
Năm Nhâm Tuất 1802, vua Gia Long nghĩ Bắc Hà mới bình định, dân vật đổi mới, cố đô Thăng Long lại là trung tâm của Bắc thành với nghìn năm văn hiến đồng thời cũng là nơi đã từng chứng kiến bao cuộc thăng trầm của lịch sử dân tộc, nên được trọng thần để trấn thủ bèn phong cho ông làm Tổng trấn Bắc thành, còn vua trở về kinh đô Phú Xuân (tức Huế ngày nay). Ban cho sắc ấn trong ngoài mười một trấn đều thuộc về ông kiêm quản. Các việc truất nhắc quan lại, xử quyết việc án, đều được tiện nghi làm việc, sau mấy năm mà đất Bắc Hà được yên trị.

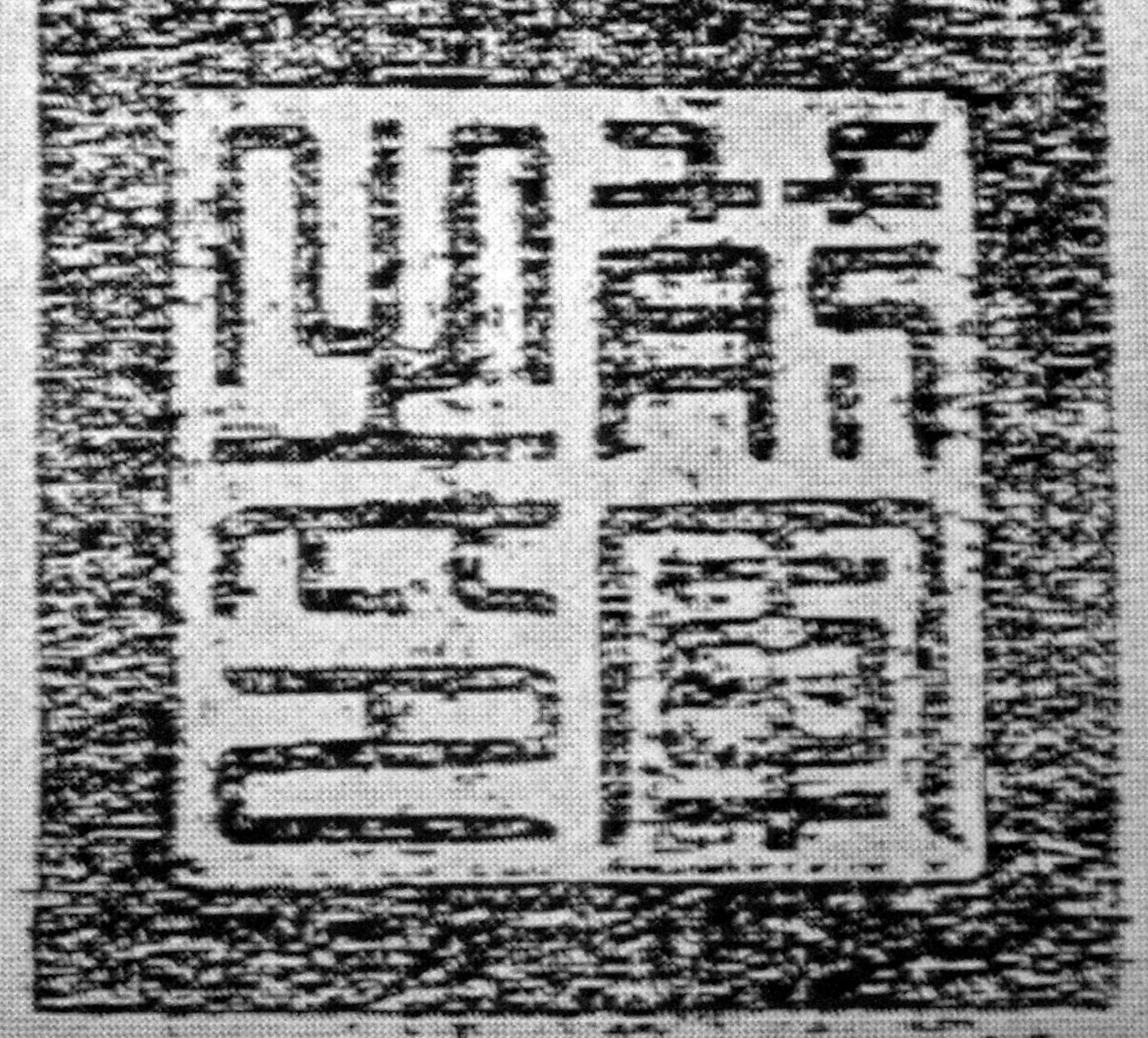
Hình dấu ấn triện công văn (前軍之印), in trong tập Công văn cựu chỉ, do Tiền quân Nguyễn Văn Thành đóng vào thời điểm năm Gia Long thứ nhất (1802), với kích cỡ 9,3x9,3 (cm) màu đỏ.

Vào tháng Chạp năm 1802, tại Thuận Hóa, ông đứng chủ tế ở lễ truy điệu các tướng sĩ bỏ mình trong cuộc chiến giữa Nguyễn Ánh với lực lượng Tây Sơn. Ông đã soạn bài Văn tế tướng sĩ trận vong, lúc tế ông đọc bài văn này, lấy cái cảm tình của một ông võ tướng mà giãi bày công trạng anh hùng của kẻ đã qua, thổ lộ tấm lòng thương tiếc của người còn lại, lời văn thống thiết, giọng văn hùng hồn, đây thật là một áng văn chương tuyệt bút của nền văn học Việt Nam.
Do một sự giao hoà tự nhiên của đất trời mà sách còn chép rằng: "khi Tiền quân Nguyễn Văn Thành đọc bài văn tế trên, chung quanh đài lễ mây mù khói nổi, vang vọng tiếng gươm đao chát chúa và tiếng ngựa hí cuồng. Trên không trung, từng luồng gió rít ngang, nghe mơ hồ tiếng than vãn nhớ thương lẫn tiếng chân người rầm rập đi qua. Khi bài văn tế kết thúc, trời quang, mây mù tan hết, cảnh vật chung quanh trở nên tĩnh lặng như cũ. Phải chăng đây là oan hồn của bao nhiêu binh lính và lương dân đã bỏ mình trong chiến trận, hiển linh để nghe bài văn tế giải oan cho họ?"
Biết nỗi thống khổ của người dân sau nội chiến, ông đề xuất:
- Giảm thuế điền, thuế thân.

- Thi hành phép phân chia ruộng.

Ngoài ra, ông còn khuyến dân chúng kiểm tra nghiêm ngặt, gia cố đê điều vì nước sông Nhĩ Hà chảy mạnh.
Là một võ tướng, Nguyễn Văn Thành lại là người rất coi trọng việc giáo dục học hành thi cử, năm Quý Hợi 1803, ông cho khắc in Thánh Dụ Quảng Huấn. Giáp Tý 1804, ông tâu:"Hiện nay thánh thượng lưu ý đào tạo nhân tài, chia đặt đốc học, rèn đúc học trò, để cống hiến cho đất nước. Đó thực là cơ hội lớn để sửa đổi phong tục tác thành nhân tài. Nhưng sự dạy dỗ mới bắt đầu thì văn khoa cử nên có kiểu mẫu để làm khuôn phép cho học trò. Vậy xin chuẩn định học quy, khiến cho người dạy lấy đó mà dạy học trò và học trò lấy đó làm chuyên nghiệp để cho giảng dạy khảo khóa lấy đó mà theo". Vua liền chuẩn lời tâu.
Cũng trong năm Giáp Tý 1804, ông đã nỗ lực thống nhất các đồ cân, đo, lường ở các trấn Bắc Thành đồng thời  cho đúc thước đạc điển được dùng từ Quảng Bình trở vào Nam và thước Kinh được dùng từ Nghệ An trở ra Bắc.
Tháng 8, Lê Chất theo hầu Gia Long ra tuần thú Bắc Thành. Khi đến Thanh Hoa thì nghe tin Quảng Yên có giặc biển. Bắc Thành Tổng trấn Nguyễn Văn Thành đem việc tâu lên, Vương sai Chất cùng Nguyễn Văn Trương đi trước đánh giặc, Chất nói với Trương rằng địa phương có giặc là phận sự của quan địa phương, mà nay Nguyễn Văn Thành đem giặc đưa cho ta, tướng quân sao không nói rõ (với Vương thượng), Trương nói rằng tạm đợi việc xong, nói cũng chưa muộn gì. Khi Trương đến Quảng Yên, thì giặc đã trốn trước, bèn cùng uống rượu với Thành, đem lời Chất nói ra, vì thế Thành đem lòng giận Chất. Nhân việc ban giao với phương Bắc đã ổn định, Nguyễn vương ban yến cho quần thần, triệu Chất đến hỏi việc năm trước, và đứng ra hòa giải cho ba người.
Cùng thời gian lãnh mệnh triều đình đứng ra coi việc xây dựng lại Bắc Thành, Nguyễn văn Thành đã cho tu bổ Văn Miếu-Quốc Tử Giám, dựng thêm Khuê Văn Các. Đây là một kiến trúc có giá trị độc đáo về khía cạnh văn hóa và mỹ thuật. Công việc được hoàn thành vào mùa thu năm 1805. Kiến trúc được đặt ở cửa Nghi Môn và chính tại đây hằng năm vào mùa Xuân và mùa Thu, chọn hai ngày Đinh lệnh cho quan đến tế, lại lấy bốn tháng giữa Xuân, Hạ, Thu, Đông tổ chức khảo thí học trò.
Năm Bính Dần 1806, sau khi xem xét kỹ lưỡng nguồn gốc đường biên giới phía bắc dựa vào địa dư từ thuở trước đến thực tế hiện tại, ông đã đề nghị đưa thư và xin đề cử người trao đổi với quan nhà Thanh, vạch rõ địa giới hai nước, dù vua Gia Long chưa quyết định. Vào mùa đông cùng năm, khi vào kinh chầu, ông đã dâng bản đồ nội ngoại 11 trấn và các phủ, châu, huyện tất cả 164 bản.
Tháng 12 năm Đinh Mão 1807, Nguyễn văn Thành cho khắc sách Đại học diễn nghĩa.
Năm 1808, trước là giặc giã ở Bắc Thành mượn tiếng tôn nhà Lê nên dân ngu nhiều người bị mê hoặc. Nguyễn Văn Thành sai Trần Hựu làm bài hát “Điểm mê”, dùng lời quốc âm để hiểu thị. Khi ấy trong hạt lại có người làm bài hát “Tố khuất” quy cho bọn  quan lại tham nhũng nên sinh giặc. Thành lại sai sở tại rộng mở hiểu dụ. Từ đó lòng dân mới yên.
Năm Kỷ Tị 1809, gặp Bắc Thành dân đói, ông dâng sớ tâu: "Nước lấy dân làm gốc, dân lấy ăn làm đầu. Sau khi các trấn bị thiên tai, nhân dân ngày càng đói lắm, xin bàn cách phát chẩn và cho vay để đỡ túng ngặt cho dân". Vua đều nghe theo.

## Soạn thảo luật Gia Long
Năm Canh Ngọ 1810, ông được triệu về kinh, lãnh ấn Trung quân, rồi được giao cử chức Tổng tài cùng với Vũ Trinh và Trần Hựu soạn bộ Hoàng Việt Luật Lệ (thường được gọi là luật Gia Long). Việc soạn Hoàng Việt Luật Lệ bắt đầu từ tháng 2 năm 1811 và đến tháng 8 năm 1812 thì hoàn tất. Bộ luật có hai phần, chia làm hai mươi hai quyển, có tất cả ba trăm chín mươi tám điều, ban hành năm 1812, đến năm 1815 được khắc in. Hoàng Việt Luật Lệ là bộ luật đầy đủ và hoàn chỉnh nhất thời bấy giờ.
Trước khi ban hành, Nguyễn Văn Thành có dâng sớ tâu lên vua Gia Long, trong sớ ông trình bày về việc: "...đặt lại quy tắc khoan hồng và thưởng phạt. Khi xem đến luật triều Thanh, đức Thánh thượng nhận thấy đó là bộ luật gồm đủ các sắc luật của các triều đại trước, nên ban sắc chỉ dạy các quan đem ra bàn bạc, xem xét cùng hạ thần ngỏ hầu chọn lấy những gì khả dĩ soạn thành bộ luật riêng để dùng trong nước... Sách đã dạy: Trừng phạt để về sau không còn phải trừng phạt nữa, đặt ra tội hình để về sau không còn phải dùng đến tội hình nữa. Điều đó há chẳng phải là điều mà Đức Thánh thượng hằng mong muốn hay sao?"
Hoàng Việt Luật Lệ xếp theo sáu loại: Lại, Hộ, Lễ, Binh, Hình, Công luật. Cũng giống như luật Hồng Đức, đây là một bộ luật phối hợp, điều chỉnh các mối quan hệ xã hội thuộc nhiều lãnh vực khác nhau: từ luật hình sự, luật dân sự, luật tố tụng, luật hôn nhân gia đình đến cả luật hành chính, luật tài chính, luật quân đội và luật tư pháp quốc tế. Hoàng Việt Luật Lệ là luật thực định của một triều đại tồn tại hơn một thế kỉ và nó góp phần ổn định trật tự xã hội, củng cố các phong tục, tập quán cổ truyền tốt đẹp của dân tộc cùng với nhiều định chế rất tiến bộ.
Nghiên cứu Hoàng Việt Luật Lệ và tham khảo từ các sách khác, chúng ta mới thấy được phần đóng góp và sáng tạo của các tác giả bộ luật này, và cũng từ đó thấy được tinh thần nhân đạo của nó.
Điều dễ thấy nhất trong bộ luật là các cực hình trong luật nhà Thanh như: Tru di tam tộc, Lăng trì, Yêm,… đều hoàn toàn bị loại bỏ.
Ngoài ra, tính nhân đạo của bộ luật còn thấy rõ qua từng phiên tòa mở trong năm ( trừ các tội Mưu phản, Đại phản nghịch, Đạo tặc...).Theo luật, các phiên xử thường tổ chức vào đầu mùa thu chứ không mở vào đầu mùa hè vì theo luật, mùa hè thời tiết nóng, sẽ ảnh hưởng xấu đến việc buộc tội của các phán quan. Nếu phiên tòa xử trong mùa thu năm nay mà chưa có phán quyết cuối cùng thì phải đợi đến mùa thu năm tới mới quyết án chung thẩm. Trường hợp tội nhân bị án tử hình ( giam chờ đợi để chống án hoặc xin ân xá hay chờ thỉnh ý vua )thì cũng phải đợi đến mùa thu khi có phiên tòa mới xử chung thẩm. Việc mở phiên tòa vào mùa thu là điểm đáng chú ý của bộ luật này mà đến nay chưa có bộ luật nào ngay cả luật các nước khác có được, điểm đặc thù về tính nhân đạo của Hoàng Việt Luật Lệ.
Năm 1811, xảy ra vụ án Đặng Trần Thường và Nguyễn Gia Cát: Nguyễn Văn Thành nói dầu rằng Trần Thường, Gia Cát vẫn là có tội, nhưng lấy công chuẩn lỗi thì còn có bát nghị; bọn Lê Quang Định, Nguyễn Đức Huyên, Nguyễn Hữu Thận đều chủ trương theo lời nghị ấy; bọn Trịnh Hoài Đức, Trần Văn Trạc lại theo lời nghị của Như Đăng. Bàn mãi không quyết định được. Khi tâu lên, vua nói: “Bá Phẩm nói phải”. Vua theo lời Phẩm mà phạt Văn Thành.
Vào tháng 1 năm 1812, Nguyễn Văn Thành được sung chức tổng tài trong việc biên soạn Quốc Triều Thực Lục. Như vậy trong cùng một khoảng thời gian, ông đã kiêm nhiệm hai chức Tổng tài.
Được triệu tập giữ chức Tổng tài biên soạn Quốc Triều Thực Lục, Nguyễn Văn Thành dâng phong thư kín viết ra bốn điều mà điều thứ ba:"xin kén thêm nho thần để sung Sử cục" vua chấp nhận và cho thực hiện (San định Quốc Sử).
Khi công việc đi dần vào ổn định thì sự kiện 1817 xảy ra và đến hơn 4 năm sau việc biên soạn công trình này mới được tiếp tục dưới thời vua Minh Mạng.

## Xung đột trong việc chọn Thái tử
Năm 1812, Vua đi thăm sơn lăng. Hoàng tư cùng các đại thần đều theo hầu. Đến khi đào huyệt, thấy có đất ngũ sắc, lòng vua mừng lấy làm điềm tốt. Bầy tôi đều khen mừng, duy Nguyễn Văn Thành không hưởng ứng. Vua hỏi vì sao? Thành vội thưa rằng: “Đất ấy chưa đủ làm tốt. Mộ mẹ thần cũng có đất ngũ sắc, mà sắc coi còn tươi nhuần, có thể tốt hơn đất này”. Vua lặng yên. Bầy tôi đều bất bình. Rồi Văn Thành lại nói: “Gần đây xứ Châu Ê có một kiểu đất rất tốt”. Bọn đại thần Phạm Văn Nhơn đều nói: “Đã biết đấy có đất tốt, sao không tâu cho vua nghe?”. Văn Thành nói: “Đất ấy tuy tốt nhưng không thể táng được, táng đấy hẳn bị sét đánh”. Vua nghe không đẹp lòng. Hoàng tư [Minh Mạng] quay bảo rằng: “Tây Sơn là bọn tiếm ngụy, tất gặp vạ sét đánh, còn nay là đời thánh minh, được trời giúp đỡ. Đứng trước mặt vua, khanh sao vội nói những câu như thế?”. Văn Thành tự biết mình nói sai rồi, xấu hổ sợ hãi, lùi đi nơi khác.
Năm 1814, Ngày Canh tuất, lễ thành phục. Vua mặc áo vén gấu đến lạy hai lạy. Sai hoàng tử dâng cơm tế điện. Trước kia hoàng tử thứ tư [Minh Mạng] mới lên 3 tuổi, vua cho hoàng hậu nuôi làm con mình. Hoàng hậu đòi làm giấy khoán (theo thế tục, phàm nuôi con người làm con mình thì phải có khế khoán quá phòng). Vua sai Lê Văn Duyệt viết giấy đưa cho. Hậu giao cho cung tỳ là Nguyễn Thị Lê cất giữ. Từ đấy hoàng tử thứ tư thường vào chầu ở đại nội, làm con của hoàng hậu, thường gọi là mẹ. Đến khi hoàng cả là Cảnh, hoàng hai là Hy, hoàng ba là Tuấn nối nhau mất, hoàng tư lấy thứ bậc là lớn nhất, duy đời trước phái trưởng phần nhiều khó nuôi cho nên không muốn gọi là trưởng. Đến nay làm lễ tang hoàng hậu, bầy tôi có người bàn lấy hoàng tôn Đán (con hoàng tử Cảnh, tức là Mỹ Đường) làm chủ tự. Vua dụ rằng: “Hoàng tư từng làm con của hoàng hậu, đã có giấy tờ, nên sai làm chủ tự, việc lớn của nhà nước không nên câu nệ theo lễ đích tôn thừa trọng như nhà thường”. Nguyễn Văn Thành cho thế thì văn tế khó gọi. Vua bảo rằng: “Con theo mệnh cha tế mẹ là việc danh chính ngôn thuận, có gì mà không nên”. Bấy giờ việc bàn mới định. Nguyễn Văn Thành tỏ ý không bằng lòng.
Năm 1815, Vua tuổi đã cao mà chưa định người nối ngôi. Hoàng tử thứ tư [Minh Mạng] hiền và lớn hơn cả, vua đã để ý. Bầy tôi đều có lòng theo. Riêng một Nguyễn Văn Thành là người ngạo mạn kiêu căng, muốn được vua nhỏ tuổi, không thích vua lớn tuổi. Một hôm mời các quan trong triều uống rượu ở nhà, nói lên rằng: “Hoàng tôn Đán nối ngôi, tôi sắp tâu xin lập đấy”. Trong đám ngồi không ai dám nói gì. Trịnh Hoài Đức sợ vạ lây mình, bèn nói rằng: “Việc lớn của nhà nước, quyết định do ở lòng vua, nếu người bầy tôi định kế riêng, tham lấy công to thì tội lại lớn”. Văn Thành bèn thôi. Sau có người nói đến tai vua. Vua giận nói rằng: “Hắn muốn dựng vua nhỏ để dễ khống chế, ngày sau có thể chẹt họng vỗ lưng chăng. Ta há tối tăm nhầm lẫn, không biết đắn đo nên chăng, vội nghe lời hắn mà không vì Xã Tắc chọn người sao!”. Từ đó hễ cứ Văn Thành vào yết kiến là chỉ xin dựng thái tử. Vua nín lặng. Văn Thành tự biết không được thỏa ý, càng thêm ngờ sợ. Con là Văn Thuyên nhòm biết ý cha, thầm mang lòng phản trắc, bèn giao thông khách khứa, kết riêng bè đảng. Văn Thành cũng không ngăn cấm.

## Vụ án có nguồn gốc từ một bài thơ
Năm Ất Hợi 1815, người con trưởng của ông là ông Nguyễn Văn Thuyên cũng chính là phò mã của vua Gia Long thi đỗ hương cống. Vốn là người hâm mộ văn chương, ông Thuyên thường làm thơ, ngâm vịnh văn thơ với những kẻ sĩ. Khi ấy có người Thanh Hoa là Nguyễn Trương Hiệu tự đến xin làm môn khách của Văn Thuyên. Ở không bao lâu, Văn Thuyên sai về. Bấy giờ lại nghe nói có hai người ở Thanh Hóa là Nguyễn Văn Khuê và Nguyễn Đức Nhuận có tiếng là hay chữ, ông Thuyên có làm một bài thơ tặng, nhờ Nguyễn Trương Hiệu chuyển giúp, thơ dịch âm rằng:
Văn đạo Ái Châu đa tuấn kiệt,
Hư hoài trắc tịch dục cầu ty.
Vô tâm cửu bảo Kinh Sơn phác,
Thiện tướng, phương tri Ký-bắc Kỳ.
U-cốc hữu hương thiên lý viễn,
Cao vương minh-phượng cửu thiên tri.
Thử hồi nhược đắc Sơn trung tể,
Tá ngã kinh-luân chuyển hóa ky.
Dịch nghĩa là:
Ái-châu nghe nói lắm người hay,
Ao ước cầu hiền đã bấy nay.
Ngọc phác Kinh-Sơn tài sẵn đó,
Ngựa Kỳ Ký-bắc biết lâu thay.
Mùi hương hang tối xa nghìn dặm,
Tiếng phượng gò cao suốt chín mây.
Sơn tể phen này dù gặp gỡ,
Giúp nhau xoay-đổi hội cơ này.
Nguyễn Trương Hiệu tố cáo với đồng quận là Thiêm sự Hình bộ Nguyễn Hựu Nghi rằng Văn Thuyên ngầm muốn nổi loạn: dựa vào hai câu cuối của bài thơ mà lập luận, suy đoán, thêu dệt thành ý phản loạn, truất ngôi vua.
Hai câu cuối: "Thử hồi nhược đắc Sơn trung tể, Tá ngã kinh-luân chuyển hóa ky.", trong đó Sơn trung tể (山中宰相 Sơn trung tể tướng: tể tướng trong núi) ý nói tới Đào Hoằng Cảnh (陶弘景), là một vị tài cao uyên bác, từng làm quan và tiên đoán người bạn Tiêu Diễn sau này sẽ làm vua. Nguyễn Văn Thuyên muốn có được một vị Sơn trung tể tướng ra giúp mình, như thế ông Thuyên muốn làm theo chuyện Tiêu Diễn cướp ngôi ngày xưa?
Nguyễn Trương Hiệu sau đó dùng bài thơ tống tiền Nguyễn Văn Thuyên và Nguyễn Văn Thành, ông Thành phải tâu việc lên vua. Ký lục Quảng Trị là Nguyễn Duy Hòa vào chầu, dâng sớ hạch Nguyễn Văn Thành. Nguyễn Văn Thành chỉ nhận một việc cử nhầm Trần Hựu, dâng sớ chịu tội, còn các khoản khác đều cãi cả. Vua nhân nói đến bài thơ nghịch của Văn Thuyên và dụ bầy tôi rằng: “ý thơ của văn Thuyên sao mà tiếm bội thế! Phàm có Lương Vũ đế làm vua rồi sau mới có tể tướng trong núi chứ. Văn Thuyên là người thế nào mà muốn được tể tướng trong núi?”. Tham tri Hình bộ là Vũ Trinh giải theo nghĩa cưỡng ép. Vua nín lặng.
Theo Thực lục: Ngày ất sửu, tế Trời Đất ở đàn Nam giao, trước là bộ Lễ tâu rằng: “Tế Nam giao là đại lễ, Nguyễn Văn Thành là người có tội không nên dự”. Vua nói: “Văn Thành là người trọng thần của nước, con là Văn Thuyên dù có càn bậy, nhưng việc còn mờ tối, há nên nghe thuyết một bên mà vội xa bề tôi huân cựu sao?”. Bèn sai Văn Thành vẫn dự lễ phân hiến. Sau vài ngày vua đương coi chầu, Văn Thành từ cửa Tả túc vào, lên thẳng điện lớn tiếng hô hào, người tả hữu cản lui xuống. Từ đấy mới cấm không được vào chầu nữa. Bắt trói Tham tri Hình bộ Vũ Trinh và Chưởng cơ Tống Phước Ngoạn mà hạ ngục. Đình thần đương họp tra Văn Thuyên. Văn Thuyên cùng Nguyễn Trương Hiệu thanh biện chưa xong. Có viên xá sai hình ty là Trần Ngọc Ngữ làm ngục lại nói với Vũ Trinh rằng: “Trương Hiệu trước làm tịch sĩ cho Nguyễn Hựu Nghi, nay nhận là môn khách của Văn Thuyên là không đúng”. Trinh đem lời đó nói với Tống Phước Ngoạn, Ngoạn lòng muốn biện cho Văn Thuyên bị vu, bèn ngầm giục Ngữ đem việc phát giác. Vua sai đình thần nghiêm tra. Ngữ không trả lời được, đổ cho Trinh và Ngoạn mớm lời, hai bên bị tội.
Tháng 4 (âm lịch) năm 1816, vua ra lệnh thâu ấn của Nguyễn Văn Thành, giam Nguyễn Văn Tuyên (con ông Thành) vào ngục, vì ông Tuyên có làm một bài thơ bị Lê Văn Duyệt (vốn có hiềm khích với ông Thành từ trước) mật tâu, cho là có ý mưu phản. Duyệt sau đó vì các mối hiềm khích mà thúc ép xét xử cha con Thành. Tham tri bộ Lại Trần Văn Tuần bảo rằng: Trung quân (Nguyễn Văn Thành) với Tả quân (Lê Văn Duyệt) là người đồng công cộng thể, Trung quân ngày nay như thế thì ông ngày sau thế nào? Duyệt nghe lời nói ấy cũng hơi buồn, thôi không tức giận Thành nữa.
Mọi việc kêu oan của ông đều không được Gia Long minh xét. Vị quan, một đời tận tụy, hiểu rằng: Án đã xong rồi, vua bắt bề tôi chết, bề tôi không chết không phải là trung, di biểu để lại còn ghi: "Sớm rèn tối luyện dệt thành cái tội rất độc ác cho cha con thần, không biết kêu oan vào đâu, chỉ chết mà thôi". Ông bị bức tử, buộc phải uống thuốc độc trong ngục vào năm Đinh Sửu (1817), hưởng thọ sáu mươi tuổi, con trai ông là Nguyễn Văn Thuyên thì bị xử án chém.
Trong Hoàng Triều Sử Ký có thơ cảm khái:
Trải mấy gian nan miếng sống thừa
Lòng như vàng đá tóc như tơ
Sương nam lạnh lẽo nồng hơi rượu
Gió bắc lung lay đứng ngọn cờ
Thương lấy tôi già trăm trận đánh
Làm chi con trẻ một câu thơ
Bây giờ trông thấy chim cao đó
Nhớ đến cung hay luống ngẩn ngơ 

## Nhận định và phục hồi công trạng
Nguyễn Văn Thành là bậc nho tướng, giỏi việc quân, biết dùng người hiền tài, mang phong thái của một bậc chiêu hiền đãi sĩ, việc tài chánh, giao thiệp với ngoại bang, biên soạn hình luật, không gì không làm được, giỏi văn chương, giao hảo với Ngô Nhân Tịnh, có thơ tặng đáp với Lê Quang Định, nhưng sau 1817 thơ văn phần nhiều không thấy hành thế, nay chỉ còn vài tác phẩm trong đó nổi tiếng nhất là bài "Văn Tế Tướng Sĩ Trận Vong" viết bằng chữ Nôm.
"Với những chiến công oanh liệt giúp vua Gia Long khai công và bài văn tế Trận Vong Tướng Sĩ, thêm bộ luật Gia Long, Nguyễn Văn Thành đã ghi tên mình vào lịch sử Việt Nam từ cuối thế kỉ 18 sang đầu thế kỉ 19, là một văn gia, là một nhà kiêm cả chính trị, pháp luật".
Sách Đại Nam Liệt Truyên còn ghi:
"...Thành có văn võ tài lược, lâm trận dụng binh mưu lược rồi mới đánh cho nên ít khi thua, lúc đầu trung hưng, công ấy tốt lắm. Đến khi Bắc hà đã định, một mình đương công việc Tổng trấn không động đến lời nói nét mặt mà trộm giặc đều yên, bày mưu chốn miếu đường, bày tâu sự nghị đều được thi hành, có thể gọi là người có mưu giỏi trị nước."
Năm Tự Đức thứ nhất, Mậu Thân 1848, Đông các đại học sĩ Vũ Xuân Cẩn đệ tấu xin gia ân cứu xét lại vụ án của nguyên Tổng trấn Bắc thành. Đến năm Mậu Thìn 1868, sau khi nguyên niên được 21 năm, vua Tự Đức đã truy xét công trạng, lại chiếu giải oan cho liệt dự miếu Trung hưng công thần, truy phục Chưởng Trung Quân đại tướng quân quận công cho Nguyễn Văn Thành. Sau đây là bản dịch nghĩa Sắc gia ân do dịch giả Lê Xuân Hoàng phụng dịch:
Nhân lúc vận trời đang hưng vượng Hoàng Đế phán rằng:
Ta nghĩ công thần là khí tốt của nước nhà, là người có quyền lớn, những việc làm kỳ lạ đều bày ra tốt đẹp, có công và có tội cũng có khi xảy ra. Các quan nhà Châu đều đặt ra tám nghị (điều) còn bên sách Tả truyện thì có mười điều là để khen chê những người có công hay có tội.
Trước đây Vọng Các Công Thần là ông Quận Công Thành, NGUYỄN VĂN THÀNH là một người công thần cũ, là con của ông NGUYỄN VĂN HIỀN, là một nhà trung nghĩa đời đời đều có công, đã từng đánh giặc nhiều phen, đánh trăm trận lên đến Đại tướng, chức đến Thượng công.
Sử sách còn để rõ ràng. Về triều đại Gia Long, nhân vì người con có tội, mà để lụy cho cha, có dâng biểu lên thì nhà Vua cũng cảm động. Đến triều đại Minh Mạng, Thiệu Trị cũng đem ra xét và đã thi ân tha tội. Trẫm ngưỡng truy vì ta đây thấy chỗ đời trước cũng thương tiếc đến công trạng. Sắc cho đình thần phải hai ba lần xét lại cho rõ ràng, rồi cho lại chức tước đúng như nguyên hàm mà thờ tự.
Như thế là đã thi ân nhiều cho ông NGUYỄN VĂN THÀNH được phục chức Vọng Các Công Thần, tước Quận Công, được thờ vào miếu Trung Hưng Công Thần và cho cáo mạng để an ủi linh hồn.
Than ôi! Công lao nặng như đá, không lẽ vì một chút đứa con mà phải bị mất hết, cho nên phải truy lục lại để tỏ rõ là ơn của nhà Vua vậy.
Như vậy là đã đối xử một cách rất hậu đối với tướng tài, nhà Vua không quên ơn của người có công, mặc dầu đã qua đời lâu nhưng vẫn như còn sống vậy.
Ngày 17 tháng 4 năm Tự Đức thứ 21.

## Lăng mộ
Lăng mộ Trung Quân Nguyễn Văn Thành hiện an vị ở xã Thủy Phương, huyện Hương Thủy, Thừa Thiên Huế. Lăng mộ có diện tích năm mươi mét vuông, bao gồm bốn cột trụ biểu, bia tiền và bia hậu. Trên bức bia tiền còn ghi rõ chức tước của Trung Quân khi đã trở về cố đô Huế vào năm 1810 cho đến khi mất: "Việt Cố Khâm sai Chưởng Trung quân Bình Tây Đại tướng quân Thành Quận công chi mộ" (越故欽差掌中軍平西大将军誠郡公之墓). Trên Bức bia hậu ghi tóm tắt tiểu sử công trạng cùng tên tuổi gia quyến của Trung Quân. Đặc biệt trên bia còn khắc cảnh Xuân Hạ Thu Đông và các hoa văn tượng trưng cho uy quyền và đức độ của ngài khi xưa.

## Đền thờ
Tại phường Tân An, thành phố Thủ Dầu Một, tỉnh Bình Dương, trên cuộc đất cao trong khu rừng sao, ngôi đền thờ Trung quân Nguyễn Văn Thành được xây dựng từ năm 1820. Toàn bộ khung sườn đền đều làm bằng gỗ sao đốn từ những cây sao già tại khu rừng ấy. Trải qua hơn 200 năm thăng trầm của lịch sử, đền vẫn còn đó dáng uy nghiêm và trầm mặc. Hằng năm vào ngày rằm tháng Mười Một âm lịch là ngày giỗ của Trung quân.

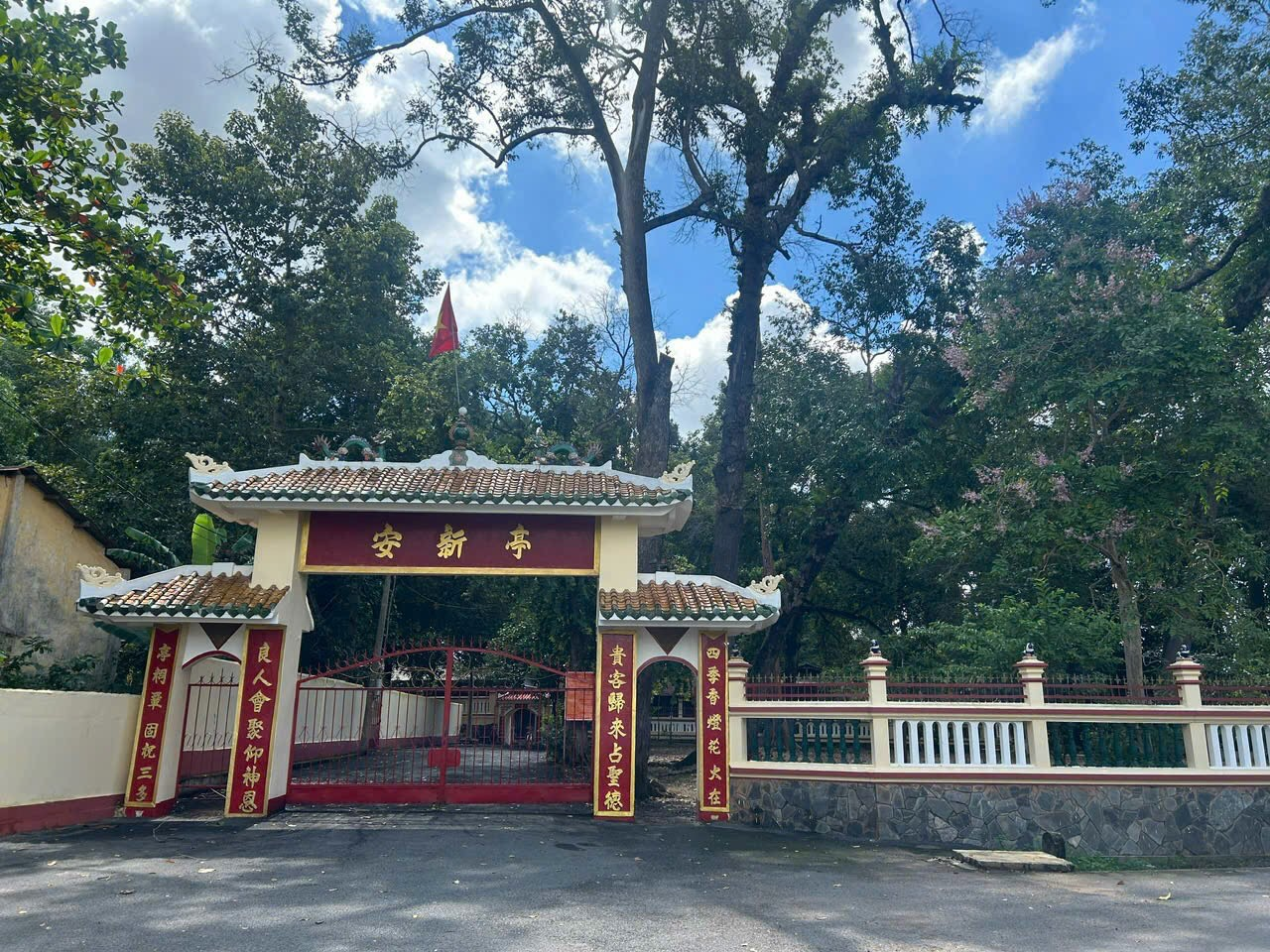
Cổng đình Tân An
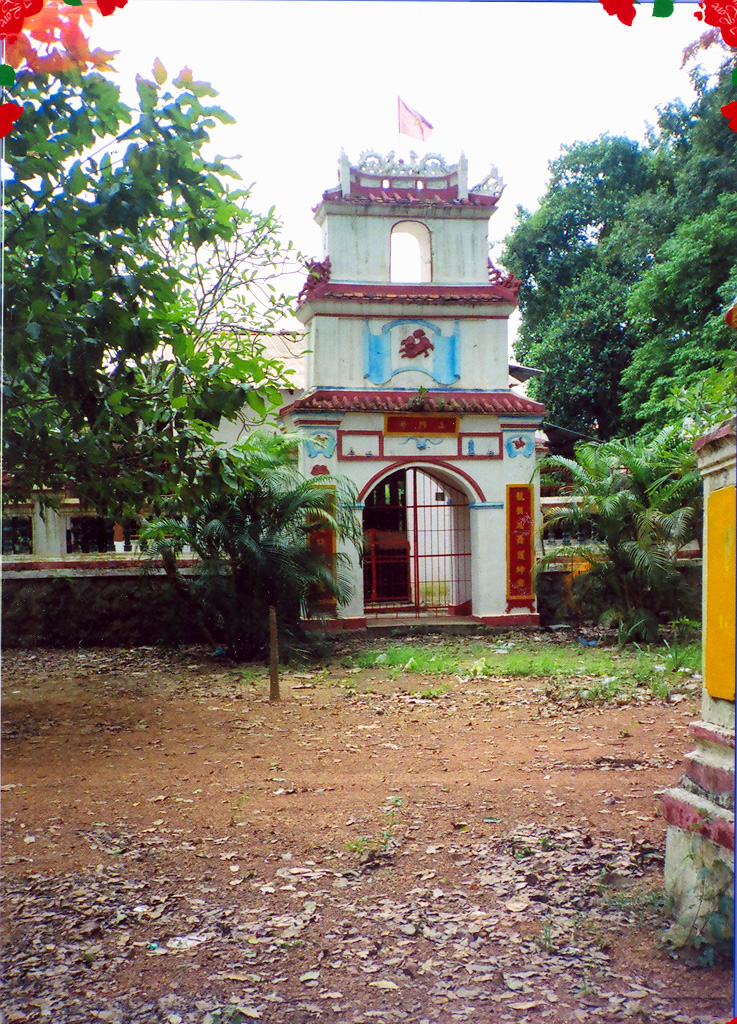
Đền thờ Trung quân Nguyễn Văn Thành tại phường Tân An, thành phố Thủ Dầu Một, tỉnh Bình Dương
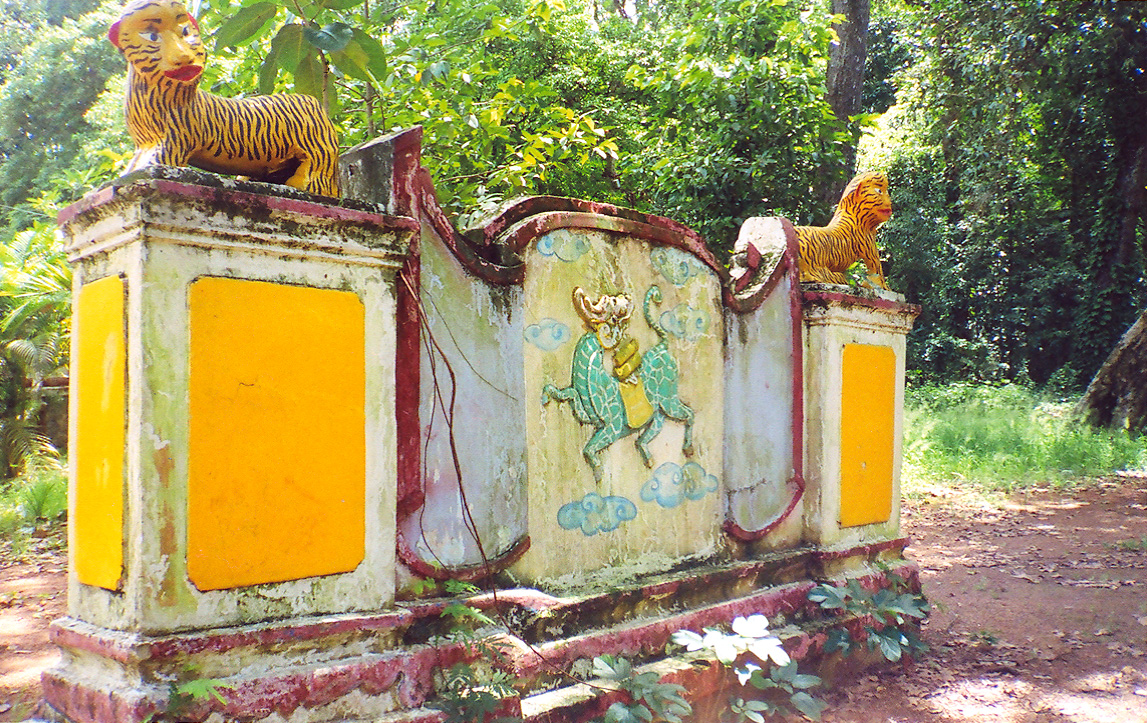
Bức bình phong trước cồng đền
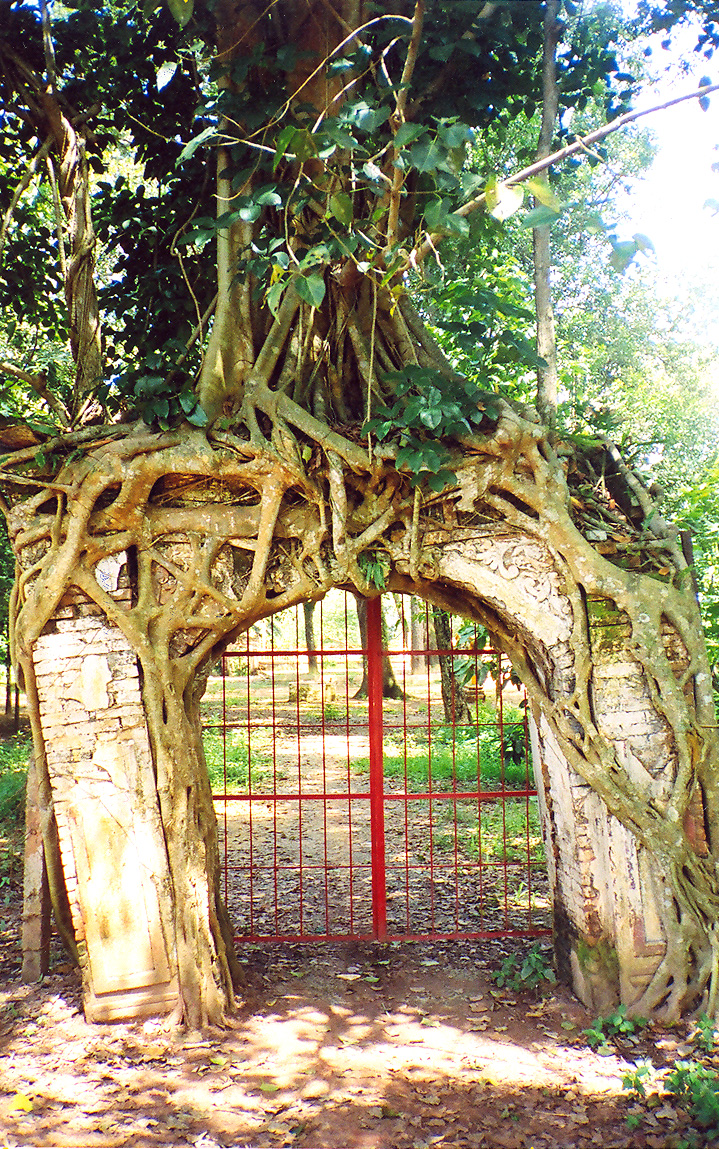
Cồng xưa in dấu vết của thời gian
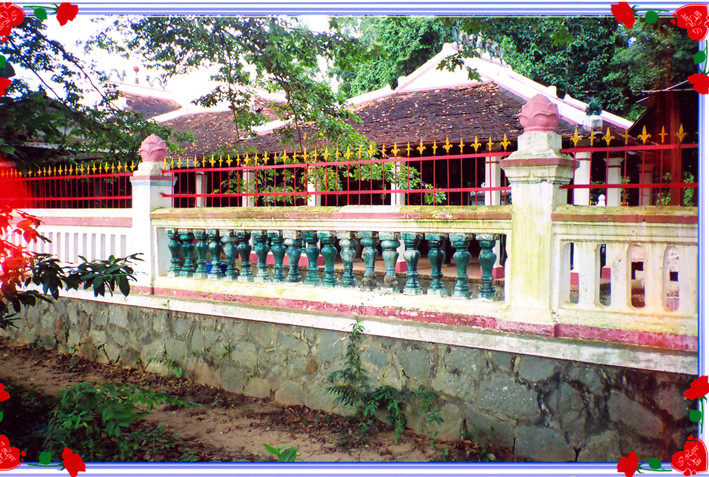
Vòng thành trong bảo vệ đền
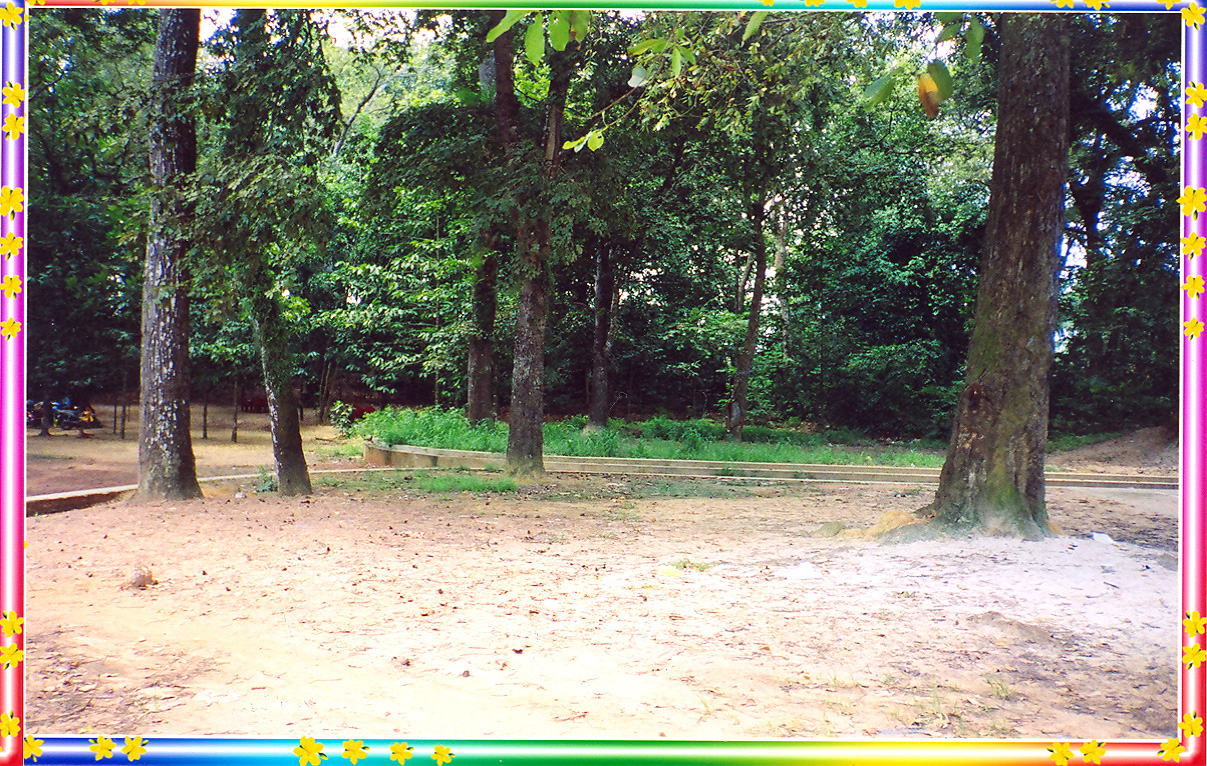
Cảnh rừng cây sao chung quanh đền
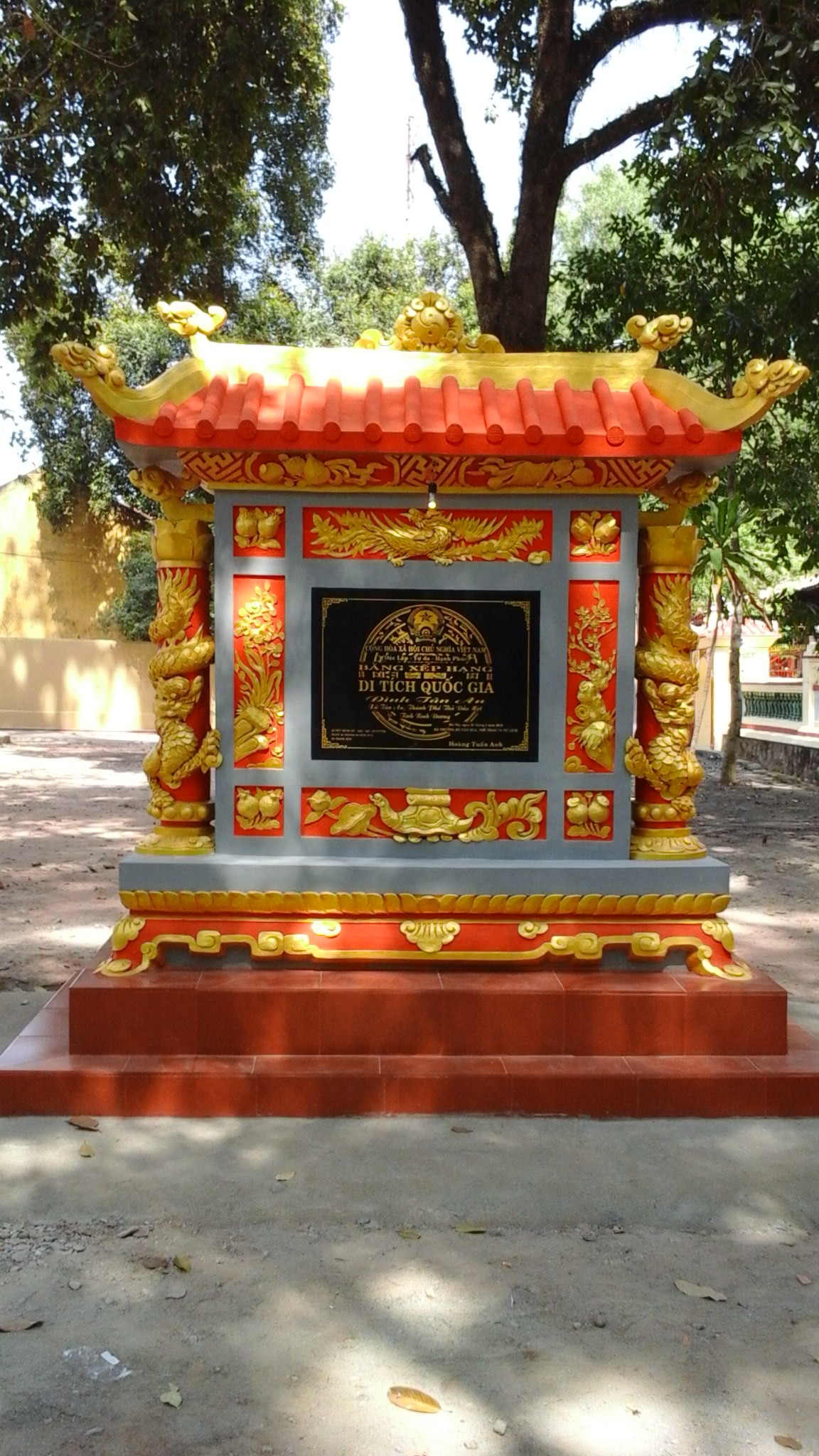
Đình Tân An, được công nhận là di tích văn hóa, lịch sử cấp Quốc gia (2014)

## Ngày giỗ
Theo như lệ thường hàng năm, vào ngày 15 tháng 11 âm lịch năm Bính Tuất, tức là vào thứ tư, ngày mùng ba tháng giêng dương lịch năm 2007 đã diễn ra buổi lễ cúng đình thần, Đức Trung quân Nguyễn Văn Thành, tại xã Tân An. Từ tờ mờ sớm đã diễn ra lễ rước sắc phong thần từ ngôi nhà cổ vào đền Tân An. Trong bầu không khí trang nghiêm và long trọng của buổi lễ cúng thần, các đội tế lễ trong trang phục truyền thống, áo dài khăn đóng, đã ra làm lễ tế. Các khách thập phương lũ lượt từ các nơi gần xa cũng đã có mặt đông đủ tại đình cổ Tân An để thấp hương và cầu an.

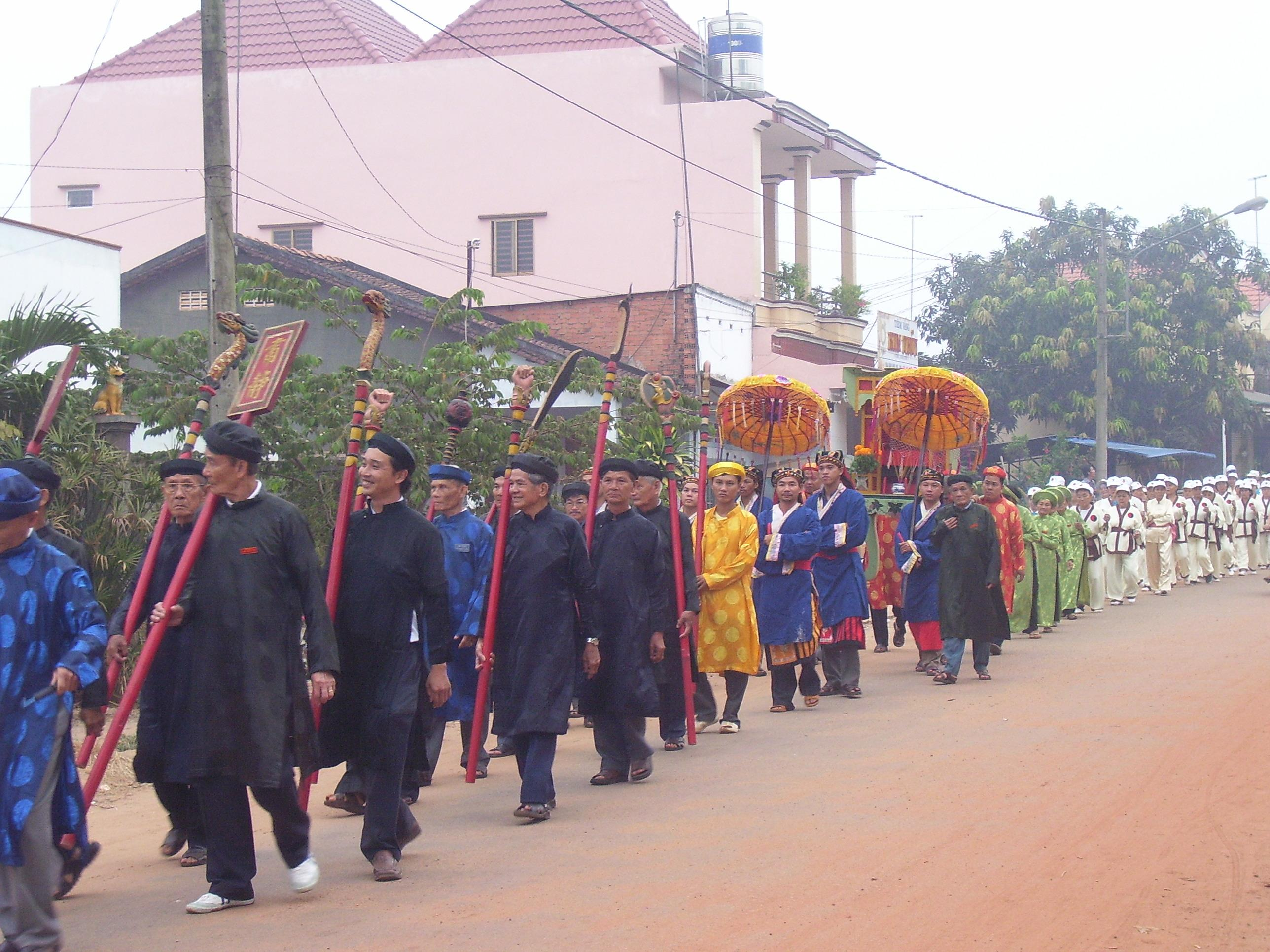
Rước sắc thần
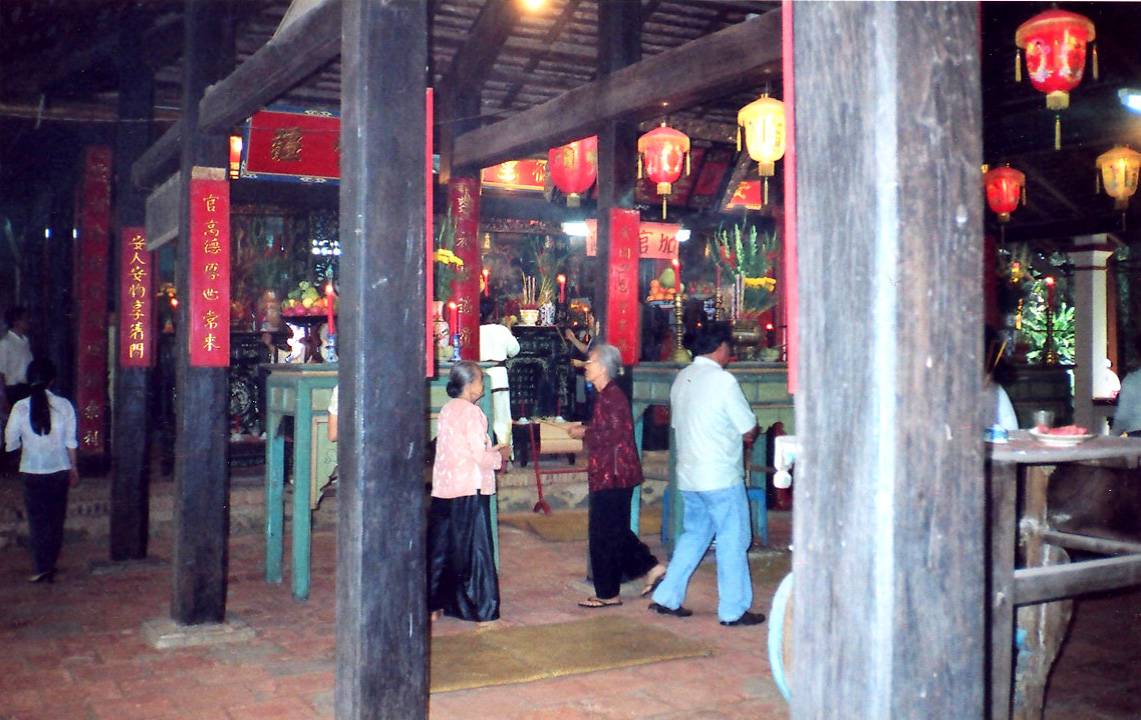
Khách thập phương đến thấp hương và cầu an
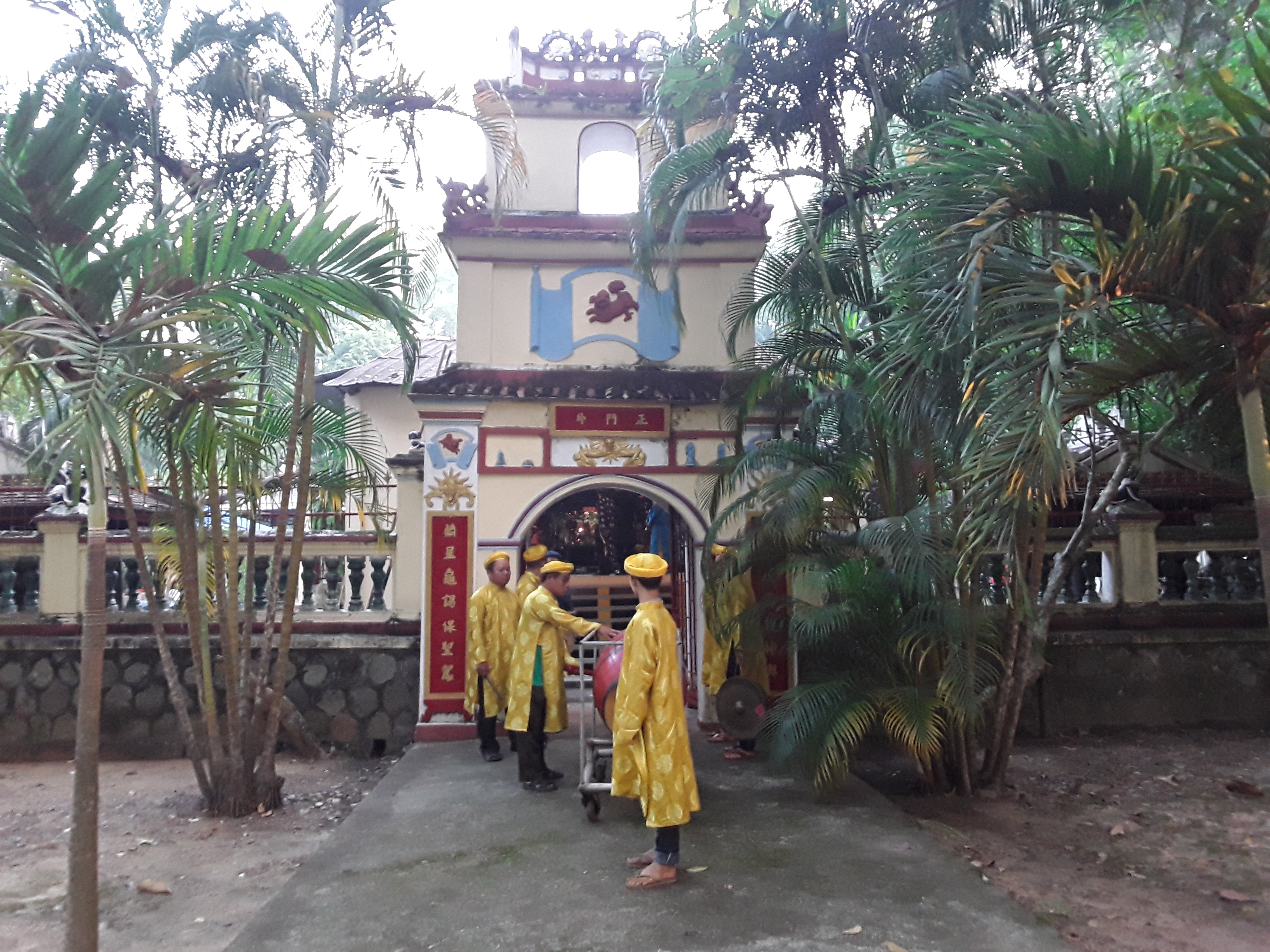
Chuẩn bị lúc sáng mai
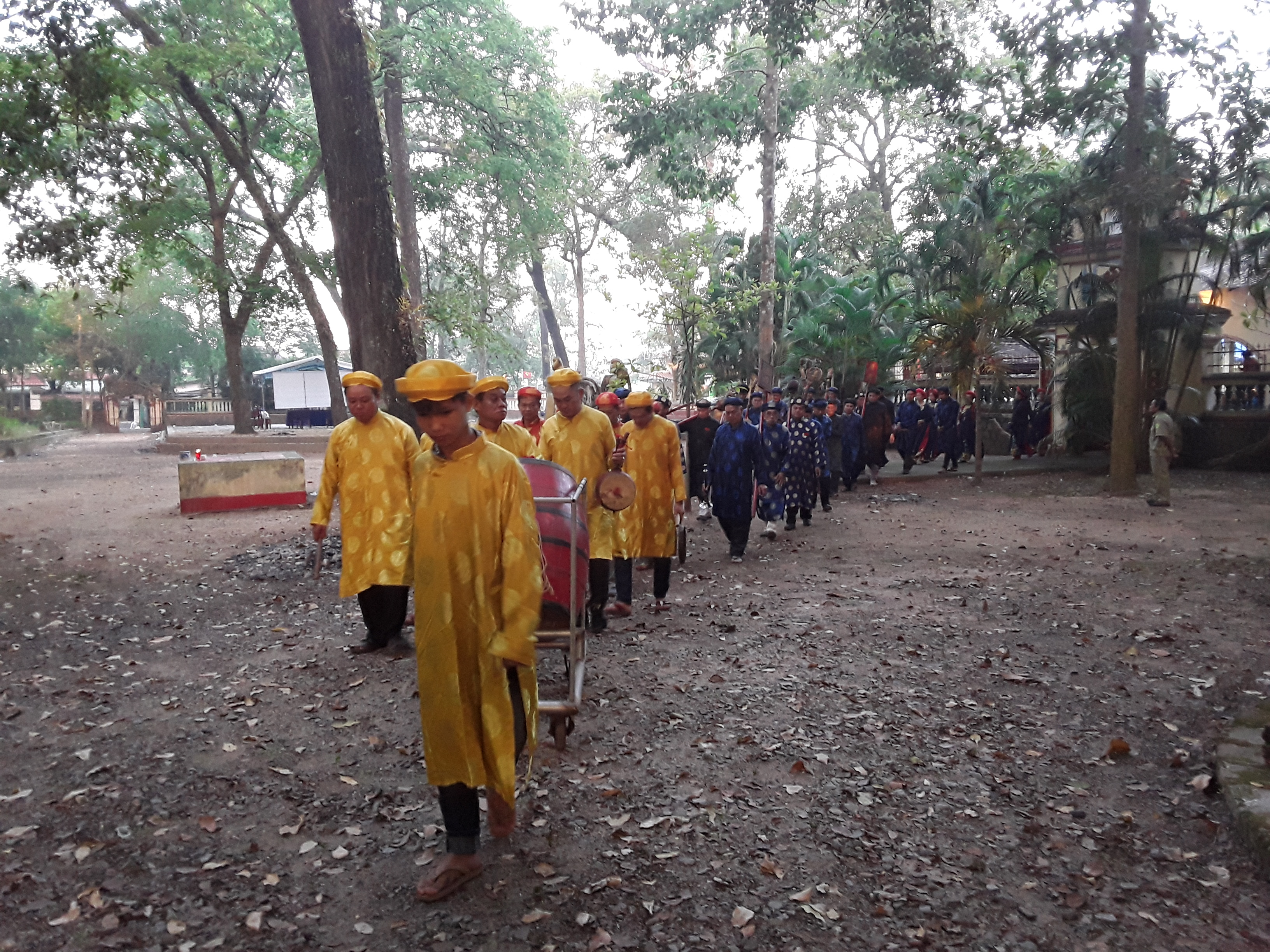
Thỉnh Sắc
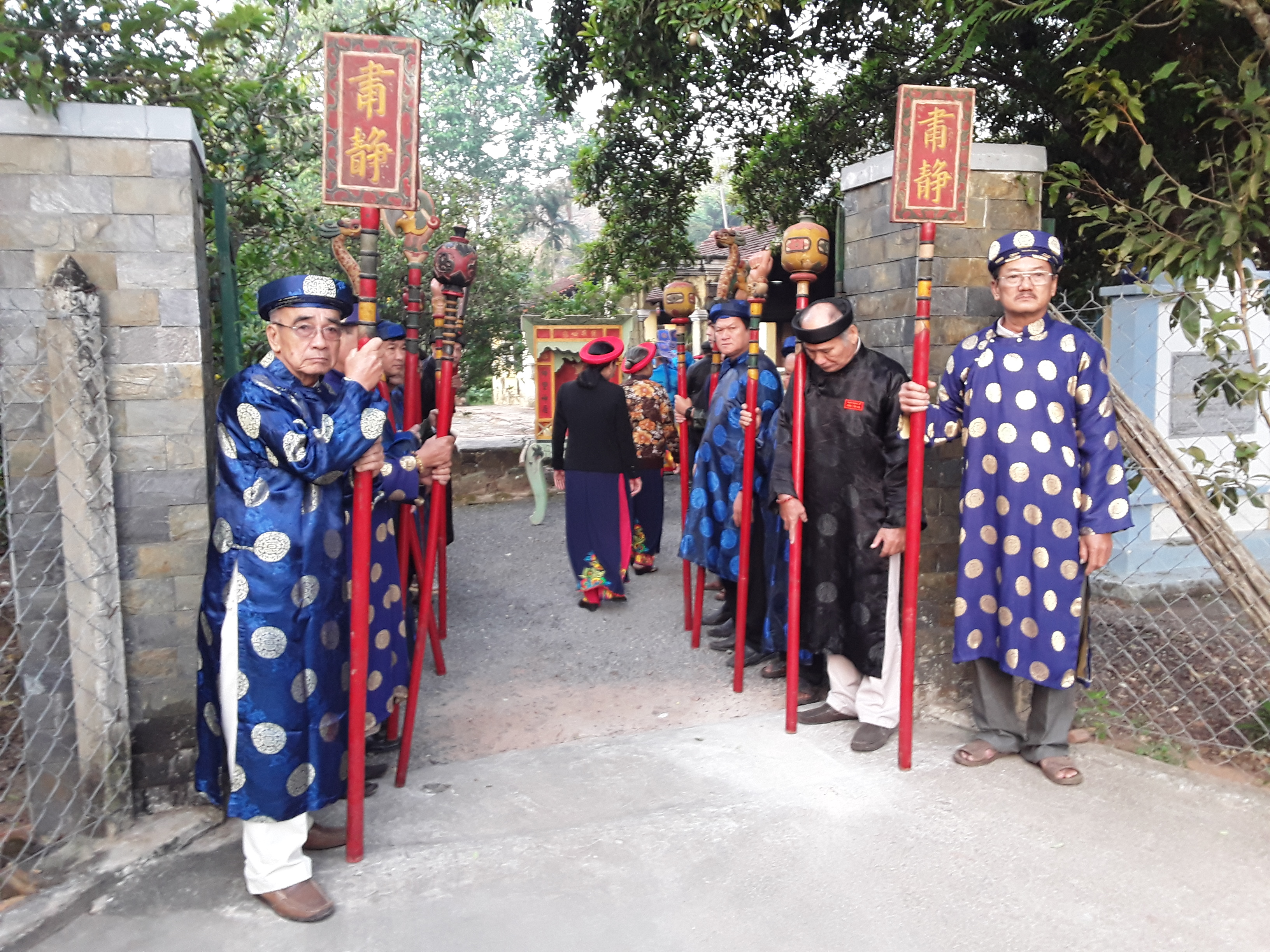
Đến nhà cổ
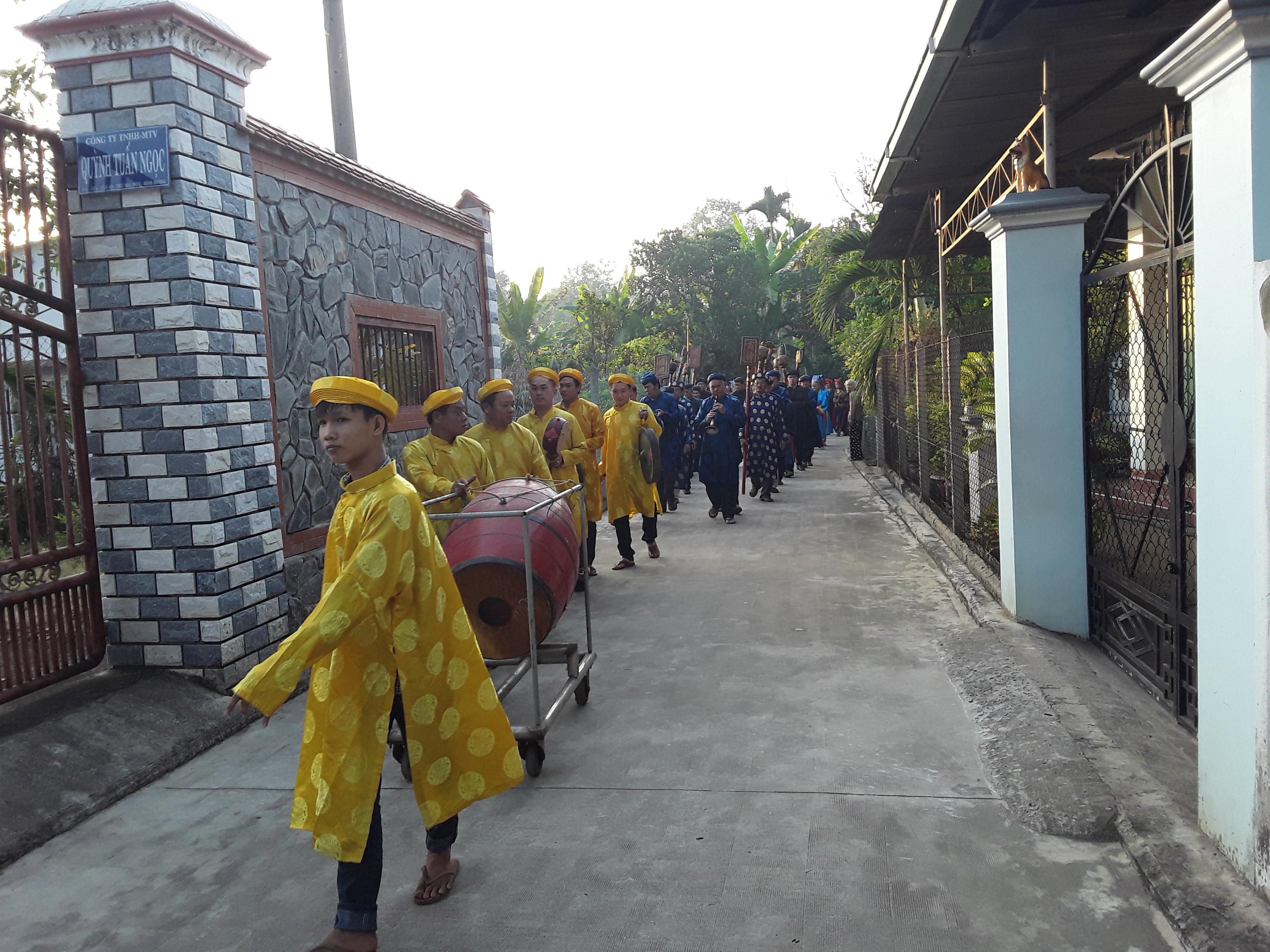
Về đình
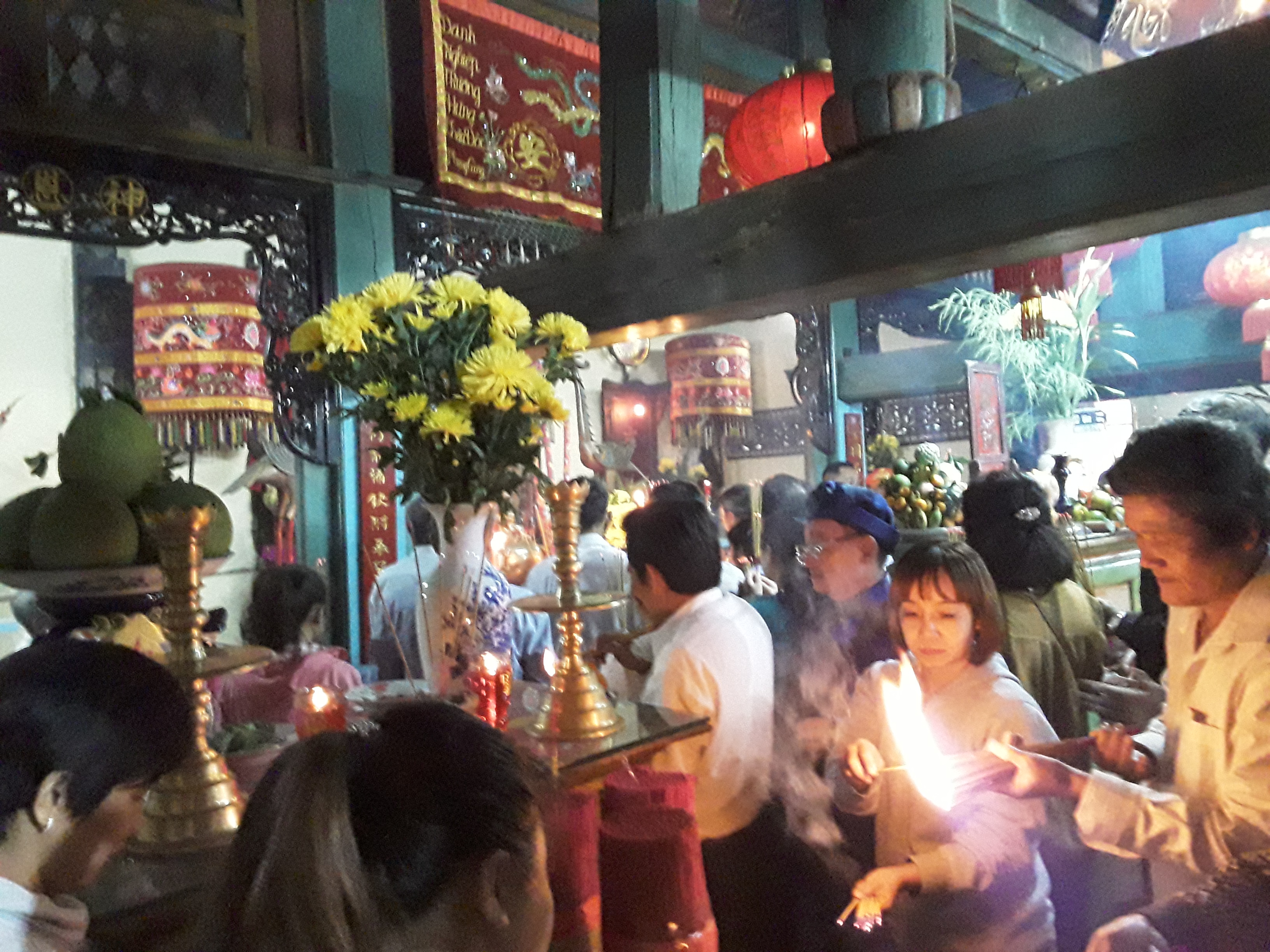
Cầu an

## Xây dựng lại thành Thăng Long
Mùa hạ năm Giáp Tý, 1804, Quận công Thành đứng ra trông coi việc xây dựng lại thành Thăng Long. Công trình này hoàn tất vào mùa thu năm Ất Sửu 1805.

Hoàng Việt Nhất Thống Dư Địa Chí, ghi:
"Đến khi hoàng triều trung hưng thống nhất Nam Bắc, định đô ở Phú Xuân, coi Thăng Long là trấn lớn của phương Bắc, đặt lỵ sở của tổng trấn ở đây nhưng thấy cách sắp dặt trong thành cho các ban văn võ từ trước không thích hợp với phép tắc nên tâu xin chỉ cho xây dựng lại. Thành này chu vi là (không thấy ghi số đo) tầm, chia làm năm cửa, trong thành dựng hoàng cung để phòng khi nhà vua đến thăm. Nhà vua ban tên là thành Thăng Long.

... Hiện nay, cổ tích của nội thành chỉ còn điện Kính Thiên và một cửa của năm cửa khuyết trước điện này mà thôi".
Một số nét chính của thành mới:
- Trong Hoàng Thành, lấy cửa Đoan Môn Điện Kính Thiên làm chuẩn, phía trước dựng cột cờ gọi là kỳ đài cao một trăm thước ta, lấy đó làm hiệu lệnh trong quân.
- Ngoài thành mở bảy cửa, trên có lầu đều có trụ đồng, dẫn sông Tô Lịch làm hào thành, trên hào lấy gạch nung làm cầu
- Kiềng thành khuất khúc như hoa bát giác hồi hương, nền thành rộng bảy trượng, mặt thành hai trượng trong có năm bậc phía trên là tường nhỏ thấp, có lỗ châu mai.
- Gỗ, đá bào trơn như mài, các doanh, vệ ngang dọc như bàn cờ, đặt ngôi chợ lớn ở cửa chính đông (chợ Đồng Xuân ngày nay), phân chia quán xá, đường đi thật vuông, thẳng.

Ngoài cùng đắp đất, trồng tre làm lũy, tùy chỗ mà đặt của ô, trên có lầu gác súng.
Bài minh trên bia đá thành Thăng Long có viết:
Kiểu đất bụng rồng, hình thể nhất đây.
Tản Viên là cột, sông Nhị là đai.
Trải đời dấy nghiệp, chọn nơi rộng rãi.
Văn vật biến thiên, non sông chẳng đổi.

## Nguồn gốc Khuê Văn Các

Lịch sử Khuê Văn Các
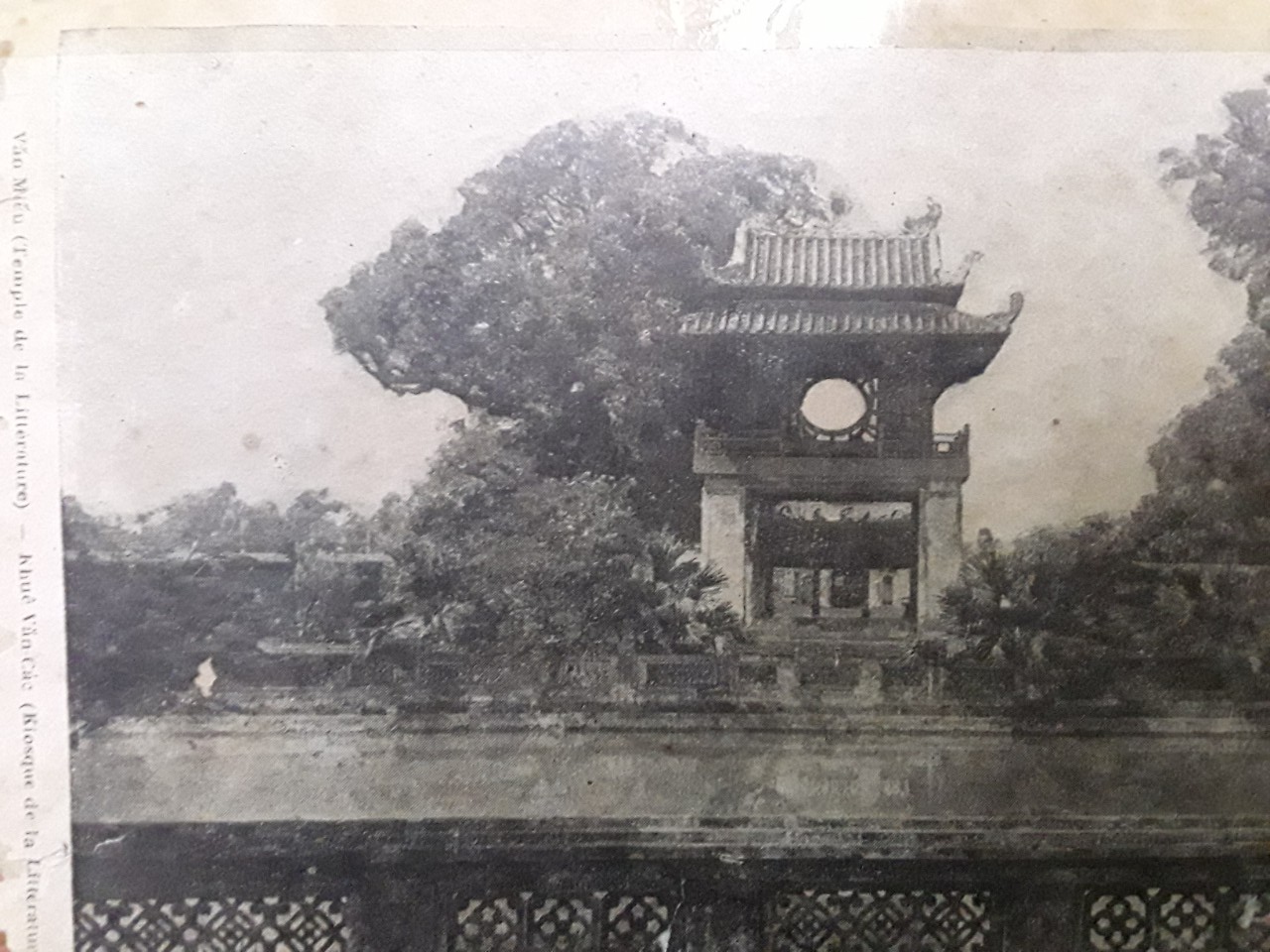
Khuê Văn Các đầu thế kỷ 20
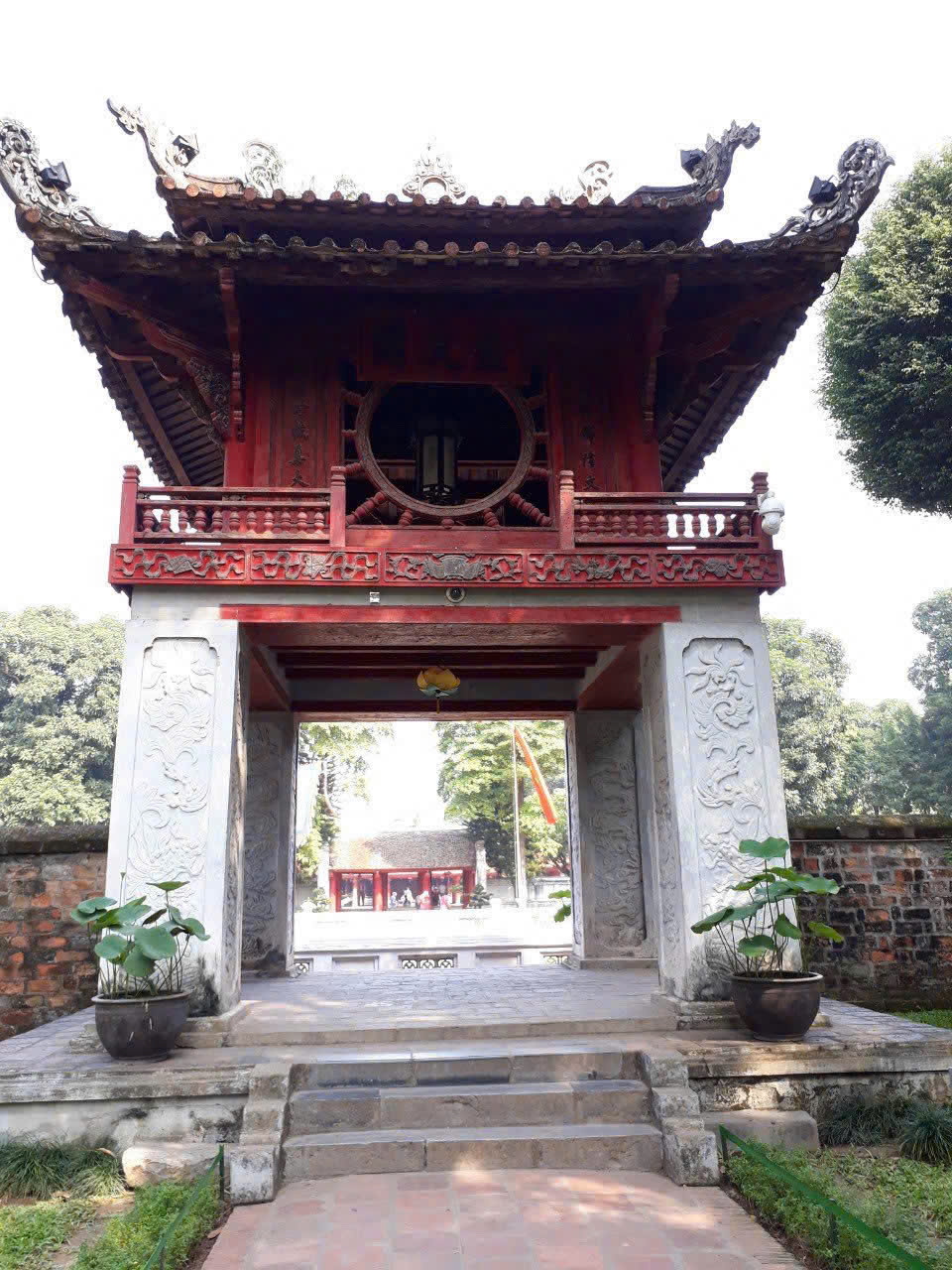
Khuê Văn Các ngày nay